# John Celestand
John Celestand (Houston, 6 de março de 1977) é um ex-jogador de basquete profissional norte-americano que foi campeão da Temporada da NBA de 1999-2000 jogando pelo Los Angeles Lakers.